# Natação no Campeonato Mundial de Esportes Aquáticos de 2022 - 100 m peito feminino
A prova dos 100 metros peito feminino da natação no Campeonato Mundial de Esportes Aquáticos de 2022 ocorreu nos dias 19 e 20 de junho, em Budapeste, na Hungria.

## Recordes
Antes desta competição, os recordes mundiais e do campeonato nesta prova eram os seguintes:
| Tipo                  | Atleta     | Tempo     | Local     | Data                |
| --------------------- | ---------- | --------- | --------- | ------------------- |
|                       | Lilly King | 1m 04s 13 | Budapeste | 25 de julho de 2017 |
| Recorde do campeonato | Lilly King | 1m 04s 13 | Budapeste | 25 de julho de 2017 |

## Medalhistas
| Ouro                   | Prata             | Bronze               |
| Benedetta Pilato (ITA) | Anna Elendt (GER) | Rūta Meilutytė (LTU) |

## Cronograma
Todos os horários são locais (UTC+2). 
| Data        | Hora  | Evento        |
| ----------- | ----- | ------------- |
| 19 de junho | 09:32 | Eliminatórias |
| 19 de junho | 18:29 | Semifinal     |
| 20 de junho | 19:48 | Final         |

## Resultados

### Eliminatórias
Esses foram os resultados das eliminatórias. A prova foi realizada no dia 19 de junho com início às 09:32.
| Pos. | Bateria | Raia | Nadadora                | Nacionalidade          | Tempo   | Notas            |
| ---- | ------- | ---- | ----------------------- | ---------------------- | ------- | ---------------- |
| 1    | 6       | 6    | Tang Qianting           | China                  | 1:05.99 | Q                |
| 2    | 6       | 2    | Jenna Strauch           | Austrália              | 1:06.16 | Q                |
| 3    | 4       | 4    | Annie Lazor             | Estados Unidos         | 1:06.33 | Q                |
| 4    | 5       | 3    | Arianna Castiglioni     | Itália                 | 1:06.49 | Q                |
| 5    | 6       | 5    | Anna Elendt             | Alemanha               | 1:06.54 | Q                |
| 6    | 4       | 5    | Sophie Hansson          | Suécia                 | 1:06.61 | Q                |
| 7    | 6       | 4    | Lilly King              | Estados Unidos         | 1:06.65 | Q                |
| 8    | 4       | 3    | Benedetta Pilato        | Itália                 | 1:06.68 | Q                |
| 9    | 4       | 1    | Rūta Meilutytė          | Lituânia               | 1:06.71 | Q                |
| 10   | 6       | 3    | Lara van Niekerk        | África do Sul          | 1:06.75 | Q                |
| 11   | 5       | 6    | Molly Renshaw           | Reino Unido            | 1:06.83 | Q                |
| 12   | 4       | 6    | Kotryna Teterevkova     | Lituânia               | 1:06.97 | Q                |
| 13   | 5       | 2    | Eneli Jefimova          | Estónia                | 1:07.09 | Q                |
| 14   | 6       | 1    | Tes Schouten            | Países Baixos          | 1:07.18 | Q                |
| 15   | 5       | 5    | Yu Jingyao              | China                  | 1:07.19 | Q                |
| 16   | 5       | 4    | Reona Aoki              | Japão                  | 1:07.35 | Q                |
| 17   | 6       | 8    | Jhennifer Conceição     | Brasil                 | 1:07.40 |                  |
| 18   | 5       | 7    | Anastasia Gorbenko      | Israel                 | 1:07.88 |                  |
| 19   | 4       | 7    | Abbey Harkin            | Austrália              | 1:08.12 |                  |
| 20   | 5       | 1    | Jessica Vall            | Espanha                | 1:08.38 |                  |
| 21   | 3       | 6    | Moon Su-a               | Coreia do Sul          | 1:08.50 |                  |
| 22   | 6       | 0    | Letitia Sim             | Singapura              | 1:08.59 |                  |
| 23   | 4       | 9    | Macarena Ceballos       | Argentina              | 1:08.63 |                  |
| 24   | 5       | 8    | Sophie Angus            | Canadá                 | 1:08.76 |                  |
| 25   | 4       | 0    | Melissa Rodríguez       | México                 | 1:08.95 |                  |
| 26   | 4       | 8    | Florine Gaspard         | Bélgica                | 1:09.22 |                  |
| 27   | 3       | 4    | Veera Kivirinta         | Finlândia              | 1:09.26 |                  |
| 28   | 3       | 5    | Kristýna Horská         | Chéquia                | 1:09.39 |                  |
| 29   | 3       | 8    | Kamila Isaieva          | Ucrânia                | 1:09.66 |                  |
| 30   | 3       | 3    | Adèle Blanchetière      | França                 | 1:09.68 |                  |
| 31   | 6       | 7    | Emelie Fast             | Suécia                 | 1:09.81 |                  |
| 32   | 2       | 4    | Nicole Frank            | Uruguai                | 1:10.48 |                  |
| 33   | 3       | 0    | Karina Vivas            | Colômbia               | 1:10.60 |                  |
| 34   | 6       | 9    | Diana Petkova           | Bulgária               | 1:10.81 |                  |
| 35   | 3       | 1    | Maria Drasidou          | Grécia                 | 1:11.00 |                  |
| 36   | 5       | 0    | Petra Halmai            | Hungria                | 1:11.09 |                  |
| 37   | 3       | 2    | Lena Kreundl            | Áustria                | 1:11.24 |                  |
| 38   | 2       | 3    | Emily Santos            | Panamá                 | 1:12.11 |                  |
| 39   | 2       | 6    | Adelaida Pchelintseva   | Cazaquistão            | 1:12.40 |                  |
| 40   | 3       | 7    | Lin Pei-wun             | Taipé Chinesa          | 1:13.09 |                  |
| 41   | 3       | 9    | Lillian Hoggs           | Bahamas                | 1:13.13 |                  |
| 42   | 2       | 5    | Phiangkhwan Pawapotako  | Tailândia              | 1:13.23 |                  |
| 43   | 2       | 1    | Tessa Ip Hen Cheung     | Ilhas Maurícias        | 1:14.83 |                  |
| 44   | 2       | 2    | Kirsten Fisher-Marsters | Ilhas Cook             | 1:15.57 |                  |
| 45   | 2       | 7    | Marina Abu Shamaleh     | Palestina              | 1:15.80 |                  |
| 46   | 2       | 0    | Polyxeni Toumazou       | Chipre                 | 1:16.14 |                  |
| 47   | 1       | 3    | Duana Lama              | Nepal                  | 1:17.58 | Recorde nacional |
| 48   | 2       | 8    | Jayla Pina              | Cabo Verde             | 1:18.02 |                  |
| 49   | 2       | 9    | Maria Freitas           | Angola                 | 1:18.55 |                  |
| 50   | 1       | 4    | Lara Dashti             | Kuwait                 | 1:21.00 |                  |
| 51   | 1       | 6    | Makelyta Singsombath    | Laos                   | 1:22.75 |                  |
| 52   | 1       | 5    | Maria Battalones        | Marianas Setentrionais | 1:26.01 |                  |
| –    | 4       | 2    | Lisa Mamié              | Suíça                  | DNS     | DNS              |
| –    | 5       | 9    | Phee Jinq En            | Malásia                | DNS     | DNS              |

### Semifinal
Esses foram os resultados das semifinais. A prova foi realizada no dia 18 de junho com início às 18:29.
| Pos. | Bateria | Raia | Nadadora            | Nacionalidade  | Tempo   | Notas |
| ---- | ------- | ---- | ------------------- | -------------- | ------- | ----- |
| 1    | 2       | 3    | Anna Elendt         | Alemanha       | 1:05.62 | Q     |
| 2    | 1       | 6    | Benedetta Pilato    | Itália         | 1:05.88 | Q     |
| 3    | 2       | 4    | Tang Qianting       | China          | 1:05.97 | Q     |
| 4    | 2       | 2    | Rūta Meilutytė      | Lituânia       | 1:06.04 | Q     |
| 5    | 1       | 8    | Reona Aoki          | Japão          | 1:06.07 | Q     |
| 6    | 1       | 3    | Sophie Hansson      | Suécia         | 1:06.30 | Q     |
| 7    | 2       | 7    | Molly Renshaw       | Reino Unido    | 1:06.39 | Q     |
| 8    | 2       | 6    | Lilly King          | Estados Unidos | 1:06.40 | Q     |
| 9    | 2       | 1    | Eneli Jefimova      | Estónia        | 1:06.48 |       |
| 10   | 1       | 4    | Jenna Strauch       | Austrália      | 1:06.49 |       |
| 11   | 1       | 5    | Arianna Castiglioni | Itália         | 1:06.59 |       |
| 12   | 1       | 7    | Kotryna Teterevkova | Lituânia       | 1:06.74 |       |
| 13   | 1       | 2    | Lara van Niekerk    | África do Sul  | 1:06.75 |       |
| 14   | 2       | 8    | Yu Jingyao          | China          | 1:06.78 |       |
| 15   | 1       | 1    | Tes Schouten        | Países Baixos  | 1:07.20 |       |
| 16   | 2       | 5    | Annie Lazor         | Estados Unidos | DSQ     | DSQ   |

### Final
A final foi realizada em 20 de junho às 19:48.
| Pos.              | Raia | Nadadora         | Nacionalidade  | Tempo   | Notas |
| ----------------- | ---- | ---------------- | -------------- | ------- | ----- |
| Medalha de ouro   | 5    | Benedetta Pilato | Itália         | 1:05.93 |       |
| Medalha de prata  | 4    | Anna Elendt      | Alemanha       | 1:05.98 |       |
| Medalha de bronze | 6    | Rūta Meilutytė   | Lituânia       | 1:06.02 |       |
| 4                 | 8    | Lilly King       | Estados Unidos | 1:06.07 |       |
| 5                 | 2    | Reona Aoki       | Japão          | 1:06.38 |       |
| 6                 | 7    | Sophie Hansson   | Suécia         | 1:06.39 |       |
| 7                 | 3    | Tang Qianting    | China          | 1:06.41 |       |
| 8                 | 1    | Molly Renshaw    | Reino Unido    | 1:06.60 |       |

Legenda
| Recorde mundial       | Recorde mundial (World record)               |                       | Recorde africano                      | Recorde africano (African) |                                           | Q | Classificado por posição (Qualified) |
| Recorde do campeonato | Recorde do campeonato (Championship record)  | Recorde da América    | Recorde da América (Americas)         | q                          | Classificado por melhor tempo (Qualified) |   |                                      |
| Melhor marca do ano   | Melhor marca do ano (World leading)          | Recorde asiático      | Recorde asiático (Asian)              | DNS                        | Não largou (Did not start)                |   |                                      |
| Recorde nacional      | Recorde nacional (National record)           | Recorde europeu       | Recorde europeu (European)            | DNF                        | Não terminou (Did not finish)             |   |                                      |
| Recorde pessoal       | Recorde pessoal do atleta (Personal best)    | Recorde da Oceania    | Recorde da Oceania (Oceania)          | DSQ / DQ                   | Desclassificado (Disqualified)            |   |                                      |
| Recorde da temporada  | Recorde da temporada do atleta (Season best) | Recorde sul-americano | Recorde sul-americano (South America) | NM                         | Sem marca (No mark)                       |   |                                      |